# L’Épine (Wandea)
Epine – miejscowość i gmina we Francji, w regionie Kraj Loary, w departamencie Wandea.
Według danych na rok 1990 gminę zamieszkiwały 1 653 osoby, a gęstość zaludnienia wynosiła 185 osób/km² (wśród 1504 gmin Kraju Loary Epine plasuje się na 373. miejscu pod względem liczby ludności, natomiast pod względem powierzchni na miejscu 1048.).